# Port del Remolcador
El Port del Remolcador (també conegut recentment com el Revolcador) és una muntanya de 1.018 metres d'altura, divissòria entre els termes municipals de Llucena, a l'Alcalatén, i el Castell de Vilamalefa, a l'Alt Millars.
Està travessat per la CV-190.